# یوتو یوتوف
یوتو یوتوف (بلغاری: Йото Василев Йотов؛ زادهٔ ۲۲ مه ۱۹۶۹) وزنه‌بردار اهل بلغارستان بود.
وی در مسابقات کشوری و بین‌المللی در مجموع برندهٔ ۱۴ مدال طلا، ۱۱ مدال نقره، ۱ مدال برنز شده‌است.